# Jon Dette
Jonathan „Jon“ Dette (19. dubna 1970 San Diego, Kalifornie) je americký bubeník, člen skupiny Impellitteri a bývalý člen kapel Slayer, Testament a Meshiaak.

## Kariéra
Dette založil roku 1990 svou první kapelu s názvem Apocalypse, o tři roky později se stal členem EvilDead. Nahrál s nimi demo Terror, vydané v roce 1994; téhož roku nahradil ve skupině Testament bubeníka Johna Tempestu. Podílel se na živém albu Live at the Fillmore a se členy kapely také krátce vystupoval ve sci-fi filmu Zvláštní dny.
Roku 1995 Dette opustil Testament a stal se členem skupiny Slayer, kterou opustil Paul Bostaph. Krátce po začátku skládání písni pro nové album Diabolus in Musica byl však z kapely vyhozen. Vrátil se k Testament, ale po hádce se zpěvákem Chuckem Billym musel ze skupiny podruhé odejít.
Od roku 2012 zastupoval příležitostně na koncertech bubeníka skupiny Anthrax, Charlieho Benanteho. V roce 2013 hrál se Slayer na festivalu Soundwave. Roku 2015 se stal stálým členem americké heavymetalové skupiny Impellitteri. Rovněž se přidal k australským Meshiaak, jejichž členem byl do roku 2017.